# Mahindra Scorpio

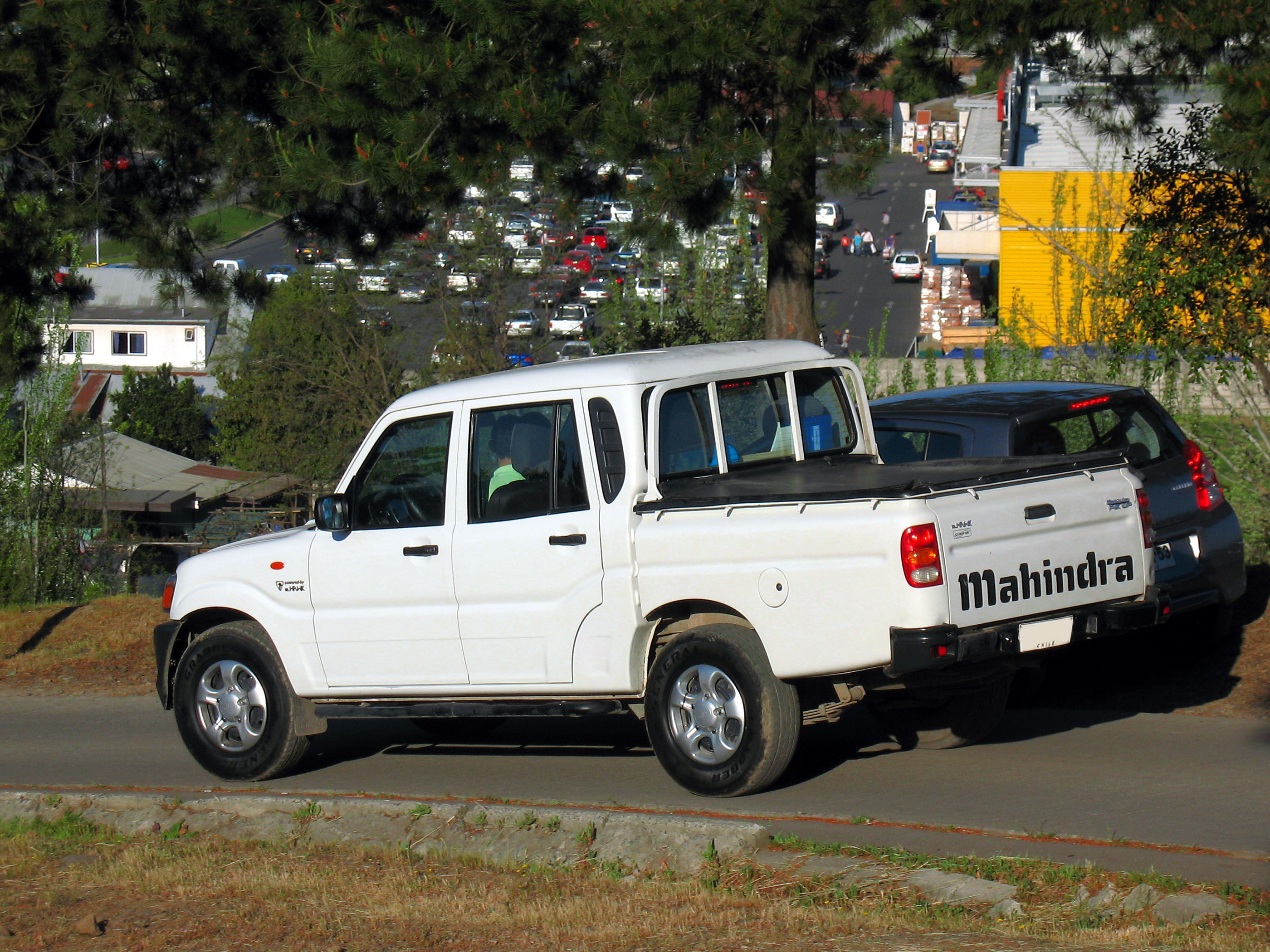
Mahindra Scorpio Getaway

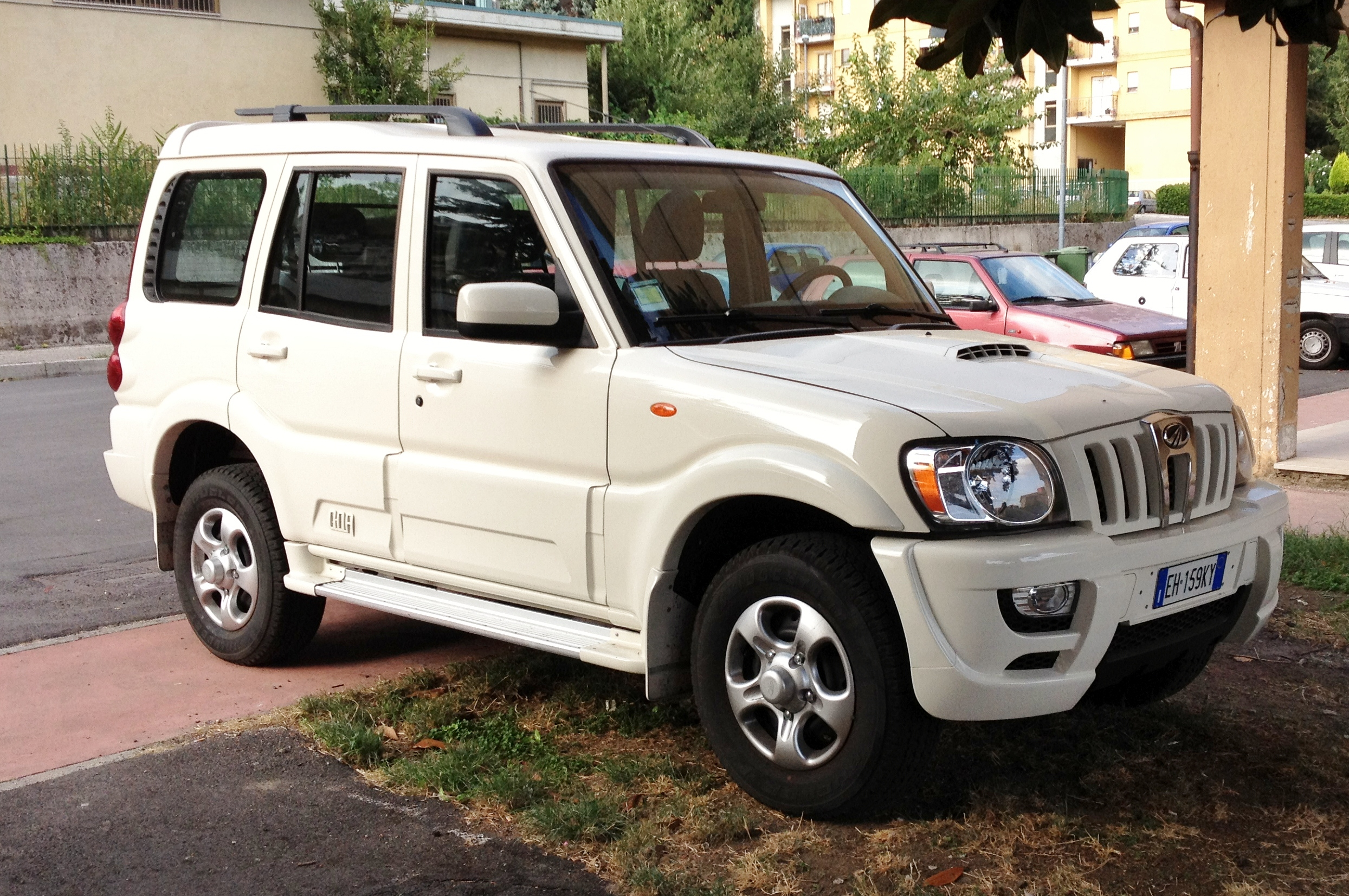
Mahindra Goa

Der Mahindra Scorpio ist ein Sport Utility Vehicle des indischen Automobilherstellers Mahindra & Mahindra Limited.

## Geschichte
Bis Mitte der 1990er Jahre war Mahindra & Mahindra eine Automobilmontagefirma. 1996 beschloss das Unternehmen den Einstieg in das SUV-Segment mit einem neuen Fahrzeug, das weltweit wettbewerbsfähig sein sollte.
Für den neuen Scorpio ließ Mahindra & Mahindra alle wichtigen Systeme direkt von den Zulieferern entwickeln. Das Design und die Konstruktion der Systeme wurden wie Tests, Validierungen und die Materialauswahl von den Lieferanten durchgeführt. Beschaffungs- und Entwicklungsstandorte wurden ebenfalls von den Zulieferern ausgewählt. Die Teile wurden später in einem Mahindra-Werk unter der Marke Mahindra montiert. Mit dieser Methode konnte das Unternehmen ein neues Fahrzeug mit nahezu 100-prozentiger Beteiligung der Zulieferer vom Konzept bis zur Realität zu einem Preis von rund 600 Mrd. Rupien realisieren.
Das Fahrzeug wird seit Juni 2002 im indischen Nashik gebaut. 2007 erhielt das Modell ein Facelift. Im September 2014 präsentierte das Unternehmen eine weitere überarbeitete Version des SUV. Ende 2017 wurde der Scorpio erneut überarbeitet. Seitdem ist das SUV nicht mehr mit Automatikgetriebe verfügbar. Nach der Vorstellung des moderneren Scorpio-N im Jahr 2022 wird der Geländewagen als Mahindra Scorpio Classic dennoch weiterhin vermarktet. Im August 2022 wurde diese Variante vorgestellt.
Seit Juni 2007 wird mit dem Mahindra Scorpio Getaway auch eine Pick-up-Version angeboten.

## Export
Das Fahrzeug wird mittlerweile in vielen Staaten in Asien, Afrika, Europa und Südamerika verkauft. Um eine Verwechslung mit dem Ford Scorpio auszuschließen, wird das SUV in Europa als Mahindra Goa angeboten. Der Scorpio wird als CKD-Bausatz auch in der Stadt des 6. Oktober in Ägypten von der Bavarian Auto Group und in Montevideo in Uruguay hergestellt.

## Technische Daten (seit 2017)
|                                             | 2.2 Diesel            | 2.2 Diesel            | 2.2 Diesel             | 2.5 Diesel            |
| Bauzeitraum                                 | 11/2017–08/2022       | seit 08/2022          | 11/2017–08/2022        | 11/2017–03/2020       |
| Motorkenndaten                              |                       |                       |                        |                       |
| Motortyp                                    | R4-Dieselmotor        | R4-Dieselmotor        | R4-Dieselmotor         | R4-Dieselmotor        |
| Hubraum                                     | 2179 cm³              | 2184 cm³              | 2179 cm³               | 2523 cm³              |
| max. Leistung bei min−1                     | 88 kW (120 PS) / 4000 | 97 kW (132 PS) / 3750 | 103 kW (140 PS) / 3750 | 55 kW (75 PS) / 3200  |
| max. Drehmoment bei min−1                   | 280 Nm / 1800–2800    | 300 Nm / 1600–2800    | 320 Nm / 1500–2800     | 200 Nm / 1400–2200    |
| Kraftübertragung                            |                       |                       |                        |                       |
| Antrieb, serienmäßig                        | Allradantrieb         | Hinterradantrieb      | Hinterradantrieb       | Allradantrieb         |
| Antrieb, optional                           | —                     | —                     | Allradantrieb          | —                     |
| Getriebe, serienmäßig                       | 5-Gang-Schaltgetriebe | 6-Gang-Schaltgetriebe | 6-Gang-Schaltgetriebe  | 5-Gang-Schaltgetriebe |
| Messwerte                                   |                       |                       |                        |                       |
| Höchstgeschwindigkeit                       | 165 km/h              | k. A.                 | 176 km/h               | k. A.                 |
| Beschleunigung, 0–100 km/h                  | 13,9 s                | k. A.                 | 12,6 s                 | k. A.                 |
| Kraftstoffverbrauch auf 100 km (kombiniert) | k. A.                 | k. A.                 | k. A.                  | k. A.                 |
| Tankinhalt:                                 | 60 l                  | 60 l                  | 60 l                   | 60 l                  |